# Mufarriŷ ibn Dághfal ibn al-Ŷarrah
Mufarriŷ ibn Dághfal ibn al-Ŷarrah al-Tayyi (977-1013), al que en algunas obras se llama incorrectamente Daghfal ibn Mufarriŷ, fue un emir de la familia Ŷarrahí, jefe de la tribu Tayy. Acaudilló varias rebeliones contra el Califato fatimí, que por entonces dominaba el sur del Levante. Pese a haber sido vencido y tener que exiliarse en varias ocasiones, en la década del 990 logró controlar con su tribu un amplio territorio de Palestina en torno a Ramla (sede del Yund Filastin), con la venia de los fatimíes. En el 1011, sin embargo, se levantó de nuevo contra estos, esta vez con más éxito y merced a ello fundó un efímero Estado beduino, regido por su familia y con capital en Ramla. Los beduinos llegaron incluso a proclamar un califa, rival del fatimí al-Hákim, Abu'l-Futuh al-Hasan ibn Ŷa'far, de la familia de Ali. Los beduinos se mantuvieron independientes hasta el 1013, año en el que los fatimíes emprendieron una campaña contra ellos. Debilitada su cohesión por los sobornos de estos, fueron pronto vencidos. Esto coincidió con el fallecimiento de Mufarriŷ, que quizá pereciese envenenado; sus hijos se apresuraron a pactar con los fatimíes. Uno de ellos, Hassan ibn Mufarriŷ al-Ŷarrah, sucedió a su padre como jefe tribal y desempeñó un papel destacado en la política regional en las décadas siguientes.

## Juventud y carrera

El Levante en los primeros siglos de la época islámica (división provincial de los siglos y.

Mufarriŷ era hijo de Daghfal ibn al-Ŷarrah, miembro de los Banu Tayy y que fue el primero de los Ŷarrahíes en destacar en la Historia, como aliado de los cármatas en las guerras que estos disputaron con el Califato fatimí a principios de la década de 970. En su época, los Ŷarrahíes acaudillaron a los Banu Tayy en sus intos de impedir que los fatimíes, que acababan de apoderarse de Egipto, se hiciesen igualmente con Palestina.
A Mufarriŷ se lo menciona por primera vez tras la batalla de Ramla del 977, en la que los ejércitos del califa fatimí al-Aziz vencieron al gobernador turco de Damasco, Alptakin. Alptakin huyó del campo de batalla y casi pereció de sed en el desierto, pero fue encontrado por Mufarriŷ, que había sido su amigo. Mufarriŷ recogió a Alptekin y lo alojó en su casa; mientras este se reponía del trance en el desierto, Mufarriŷ lo delató al califa fatimí a cambio de cien mil dinares, recompensa que el señor fatimí había prometido por la captura del fugituvo.
A continuación, se menciona a Mufarriŷ en 979, cuando el emir hamdánida Abu Taghlib llegó a Palestina huyendo de la persecución de los buyíes, que le habían arrebatado su señorío en el norte de Mesopotamia; este pronto comenzó a participar en las complejas disputas por el poder regional, codiciado por el gobierno fatimí y los notables palestinos. Abu Taghlib y su mesnada se asentaron en los Altos del Golán y trataron de que los fatimíes les entregasen el gobierno de Damasco. No obstante, el general rebelde al-Qassam, en cuyo poder se encontraba entonces la ciudad, les hizo retirarse. A causa del ataque damasceno y de la pérdida de apoyo de algunos de sus familiares, que lo abandonaron, Abu Taghlib se trasladó más al sur, a orillas del lago Tiberiades. Con el objetivo de fomentar las rencillas entre las tribus árabes y afianzar así el poder fatimí en la región, el general fatimí al-Fadl ibn Salih le prometió a Abu Taghlib entregarle Ramla, pese a que anteriormente había entregado a Mufarriŷ una carta del califa en la que este se comprometía a ceder la localidad a los Ŷarrahíes. Cuando Abu Taghlib, acompañado de los adversarios de Mufarriŷ, los Banu Uqayl, atacó Ramla, Mufarriŷ solicitó la ayuda de al-Fadl. Este accedió a concedérsela y en la batalla que siguió el 29 de agosto Mufarriŷ venció y capturó a Abu Taghlib. Mufarriŷ lo paseó por Ramla montado en un camello como escarnio y luego lo mató con sus propias manos para evitar que los fatimíes lo usasen contra él en el futuro. Eso consolidó el dominio de Mufarriŷ en Ramla y marcó el auge tanto suyo como de su tribu en la política regional. Al haber vencido a sus rivales, la Tayy era ya la primera potencia beduina de la zona, para disgusto de los fatimíes, cuya autoridad no reconocían; en la práctica Mufarriŷ y sus partidarios actuaban con independencia.

## Rebeliones contra los fatimíes y exilio
Pronto se rompió el pacto entre Mufarriŷ y al-Fadl y el general fatimí acometió a los Ŷarrahíes; Mufarriŷ logró convencer al califa al-Aziz, sin embargo, para que ordenase al general que cesase su hostigamiento. Pese a esto, a continuación Mufarriŷ se dedicó a correr Palestina en 980. El 7 de julio del 981, mientras el ejército fatimí asediaba a Qassam en Damasco, Mufarriŷ se alzó contra el califa; a su rebelión se unió Bishara, gobernador de Tiberiades, que trajo consigo a gran parte de sus soldados, muchos de los cuales habían servido antiguamente a los hamdaníes. En respuesta los fatimíes enviaron a la zona otro ejército al mando de Rashiq al-Azizi, que venció prontamente a los Ŷarrahíes. Estos huyeron al sur, al Hiyaz, donde asaltaron una caravana que regresaba de la peregrinación a La Meca en junio del 982; seguidamente, aplastaron un ejército fatimí que vino en su busca al mando de Muflih al-Wahbani en Ayla.
Tras esta victoria, Mufarriŷ y sus hombres regresaron a Palestina, donde se enfrentaron a Rashiq, que volvió a vencerlos y les obligó a a huir a través del desierto hasta Homs. Allí los amparó Bakjur, gobernador de la plaza y vasallo del emir hamdadí de emir de Alepo, Sa'd al-Dawla, probablemente durante el invierno del 982. Pese a la hospitalidad de Bakjur, los Tayy optaron por continuar su camino hacia el norte y solicitaron entrar al servicio del emperador bizantino. El emperador Basilio II los aceptó en sus ejércitos y algunos meses más tarde, en el otoño del 983, los Tayy combatieron en sus filas mandados por el dux de Antioquía, Bardas Focas, en el socorro de Alepo, sitiado por Bakjur, que se había rebelado contra Sa'd al-Dawla.
Poco después parece que el califa al-Aziz concedió el perdón (aman) a Mufarriŷ y sus seguidores; pese a esto, cuando este volvió al territorio fatimí a finales del 983 o principios del año siguiente, se apresuró a coligarse con Bakjur, a la sazón gobernador fatimí de Damasco, contra el visir Ibn Killis. Este logró convencer al califa en el 988 para que destituyese a Bakjur y enviase contra él y sus aliados un ejército. El jefe de este, Munis, se apoderó de Ramla, pero los Ŷarrahíes se replegaron hacia Damasco. Munis recibió la colaboración de otras tribus árabes, rivales de los Tayy, que se unieron a su ejército; en la batalla de Dariya, en los alrededores de Damasco, sus huestes vencieron a las de Bakjur y Mufarriŷ. Esto obligó a Bakjur a cesar el 29 de octubre y retirarse con sus partidarios a Raqqa, a orillas del Éufrates. Por su parte, Mufarriŷ y su gente siguieron a Bakjur, y en el 989 se sabe que asaltaron otra caravana de peregrinos en el norte de Arabia.

## Vuelta a Palestina
Mufarriŷ pudo regresar a Palestina solo cuando hubo fallecido Ibn Killis en el 991. Este había seguido siendo su enemigo implacable, pues lo consideraba peligroso; incluso en su lecho de muerte, el visir había insistido ante el califa en que debía ajusticiarlo si caía en sus manos. A pesar de estos consejos, al-Aziz terminó perdonándolo. En el 992 al-Aziz invitó a Mufarriŷ a participar en la campaña contra Alepo, que había encargado al general turco Manjutakin, aunque no está claro si Mufarriŷ finalmente participó en esta campaña y en otras posteriores, pues las fuentes no lo mencionan de nuevo hasta el 996.
Al-Aziz murió el octubre del 996 y el trono fatimí pasó a su hijo menos de edad, al-Hákim, lo que desencadenó una feroz lucha entre las tropas turcas, acaudilladas por Manjutakin, y los bereberes Kutama de al-Hasan ibn 'Ammar; este dirigía el gobierno tras el fallecimiento de al-Aziz. Mufarriŷ tomó partido por Manjutakin y combatió junto a él en la batalla disputada a las afueras de Ascalón, en la que venció el general bereber Sulaymán ibn Ŷa'far ibn Fallah. No obstante, la derrota no afectó a Mufarriŷ. Como era habitual en él, no dudo en abandonar a Manjutakin y pasarse al bando vencedor; su propio hijo Ali persiguió y apresó a Manjutakin.
En el 997, Mufarriŷ trató de apoderarse de Ramla y taló sus tierras, pero lo atacó el nuevo gobernador de Damasco, Jaysh ibn al-Samsama, que le obligó nuevamente a huir a las tierras de sus parientes Tayy en el norte montañoso del Hiyaz. Cuando estaban a punto de capturarlo, empleó una treta para granjearse un nuevo perdón: envió a las ancianas de su tribu para solicitarlo, que lo obtuvieron. En el 1005/6, Mufarriŷ envió a sus hijos Ali, Hasan y Mahmud con un ejército beduino a colaborar con el ejército fatimí encargado de sofocar la revuelta de Abu Rikwa. Al año siguiente, volvió a asaltar otra caravana de peregrinos bagdadíes que atravesaba el territorio de su tribu y a exigirles rescate.

## Nueva rebelión y autonomía

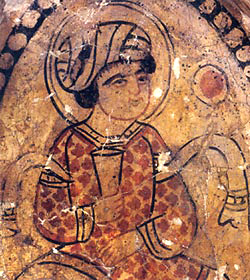
Retrato del califa al-Hákim

En el 1011, Abu'l-Qasim al-Husayn, hijo del ajusticiado Abu'l-Hasan Ali ibn al-Husayn al-Maghribi, huyó a Palestina y buscó cobijo en el campamento de Hassan ibn Mufarriŷ. Como consecuencia, al-Hákim encargó al turco Yaruj que reuniese un ejército para someter a Abu'l-Qasim y a los Ŷarrahíes que lo amparaban. Los otros dos hijos de Mufarriŷ, Mahmud y Ali, estaban por entonces en Egipto y, al enterarse de las intenciones del califa, se apresuraron a prevenir a su padre. Entre ellos y Abu'l-Qasim persuadieron a Mufarriŷ para que se enfrentase a Yaruj antes de que este alcanzase Ramla. Los Ŷarrahíes se aprestaron entonces a acometer al ejército enemigo en Gaza. Yaruj fue advertido de ello y decidió sorprender al enemigo mediante un ataque por la retaguardia, que debían realizar mil jinetes de la guarnición de Ramla junto con algunos de sus hombres. Desgraciadamente para él, el correo que llevaba la orden a Ramla fue capturado por los Ŷarrahíes, lo que permitió a Hasán tender una celada a Yaruj, que cayó en sus manos junto con su familia en los alrededores de Rafah. Abu'l-Qasim encareció entonces a la familia a que alzase a las tribus del Yund Filastin contra los fatimíes y que junto a ellas atacase Ramla, la capital de la provincia. La ciudad cayó en sus manos y fue saqueada por los beduinos, a los que se había concedido permiso para tomar botín.
Al enterarse de la noticia, al-Hákim escribió a Mufarriŷ reprochándole sus actos y exigiéndole que devolviese a Egipto a Yaruj sano y salvo, al tiempo que le ofrecía cincuenta mil dinares si la familia se volvía a someter a su autoridad Abu'l-Qasim, que temía que Mufarriŷ aceptase la oferta del califa, convenció a Hasán para que matase a Yaruj. Este acto confirmó su rebeldía y como consecuencia reconocieron a califa a jerife de La Meca, descendiente de Ali, Abu'l-Futuh al-Hasan ibn Ŷa'far, en julio del 1012. Abu'l-Qásim viajó a la ciudad santa y convenció a Abu'l-Futuh de aceptar el título. Este asumió el título de al-Rashid bi'llah («virtuoso por gracia divina»), fue reconocido como califa por La Meca y Medina, y luego partió hacia Ramla. Al llegar a esta en septiembre, fue recibido con alborozo por los beduinos y el rezo del viernes se hizo en su nombre.
Mufarriŷ trató de atraerse el apoyo de los cristianos, y posiblemente también el del Imperio bizantino, restaurando la iglesia del Santo Sepulcro en Jerusalén, que al-Hákim había derribado hacía poco, y nombrando un nuevo patriarca ortodoxo para la ciudad, que por entonces carecía de uno. En general, los Ŷarrahíes parece que mantuvieron estrechas relaciones con los cristianos y contactos con los bizantinos, algo que influyó en los acontecimientos posteriores.
Esta época fue la de mayor poder de los beduinos en Palestina: según el cronista coetáneo Yahya de Antioquía, dominaban todo el territorio interior, desde al-Farama a Tiberiades; solo se les resistieron las ciudades costeras. Llegaron incluso a acuñar moneda en nombre de Abu'l-Futuh. Pese a su corta duración, la etapa de dominación beduina en Palestina tuvo hondas y funestas consecuencias para la región. Se caracterizó por la destrucción de muchas comunidades sedentarias; como sucedió también en otras zonas del creciente fértil, las zonas habitadas por nómadas se extendieron a costa de las ciudades y de las dedicadas a la agricultura.
El poderío beduino era engañoso y los Ŷarrahíes, vulnerables al soborno. Al-Hákim le envió grandes cantidades de dinero y costosos regalos a Mufarriŷ y a sus hijos; a cambio Hasán entregó al califa a los nietos de Ŷawhar al-Siqilli, a los que debía proteger y que fueron ejecutados. Abu'l-Futuh comenzó a desconfiar de la familia, que cada vez le mostraba menos respeto desde que se acabaran los fondos del jerife. Este acabó por volver a La Meca y se sometió nuevamente a la autoridad fatimí. Abu'l-Qásim temía que los Ŷarrahíes pactasen con los fatimíes, y en consecuencia huyó a Irak, donde acabó obteniendo el cargo de visir de los señores marwánidas y uqáylidas de Yazira. Finalmente, en julio o agosto del 1013, al-Hákim envió un ejército de veinticuatro mil soldados al mando de Ali ibn Ŷa'far ibn Fallah para enfrentarse a los beduinos. Estos fueron aplastados en la consiguiente batalla y perdieron Ramla. Ali y Mahmud se rindieron al tiempo que fallecía su padre, probablemente envenenado por agentes del califa. Hasán obtuvo el perdón de este y pudo conservar las tierras de su padre en Palestina. Aunque al principio se mantuvo leal a los fatimíes, mantuvo la ambición paterna de gobernar Palestina autonómomamente. A partir del 1024, encabezó una serie de rebeliones, en liga con los cristianos palestinos y los bizantios. Al igual que su padre, sus victorias resultaron pasajeras.